# Улица Ленина (Курган)
У́лица Ле́нина — одна из самых древних улиц города Кургана, Россия.

## Расположение
Улица проходит с юго-востока от моста через Тобол и Троицкой площади на северо-запад до Станционной улицы.

## История
Троицкий переулок впервые встречается в документах в 1869 году. Он делил город на Троицкий и Богородице-Рождественский приходы, а также на I и II пожарную часть. Переулок получил название по имени Троицкого собора, как и одноимённая ему улица (ныне улица Куйбышева). В середине 1920-х гг. одним из первых в городе этот переулок был замощен. После 1917 года переулок сохранил своё название и только в 1927 году его переименовали в улицу Ленина.

## Пересекает улицы
- Улица Климова
- Улица Куйбышева
- Советская улица
- Улица Максима Горького
- Улица Карла Маркса
- Улица Гоголя
- Улица Урицкого
- Улица Коли Мяготина
- Улица Пушкина
- Бошняковская улица
- Станционная улица

## Примечательные здания

### Нечётная сторона
- № 23а — Центральный вход в Городской сад
- № 37 — Центр образования

### Чётная сторона
- №2 — Управление МВД РФ по Курганской области
- №36 — Прокуратура Курганской области (до 2020 года - Главное управление Центрального Банка РФ)
- № 50 — Курганский электромеханический завод

## Транспорт
По улице осуществляют пассажирские перевозки автобусы.

### Остановки общественного транспорта
| Название                 | Номера маршрутов автобуса                                                             |
| ------------------------ | ------------------------------------------------------------------------------------- |
| Троицкая площадь         | 11, 16, 46, 53, 80, 81, 84, 86, 104, 205, 209, 210, 211, 215, 239, 243, 253, 255, 257 |
| Театр кукол Гулливер     | 24, 45, 75, 304                                                                       |
| Драмтеатр                | 24, 45, 75, 104, 205, 243, 304                                                        |
| Железнодорожный институт | 16, 24, 63, 65, 74, 232, 304                                                          |